# Lorditomaeus bifidus
Lorditomaeus bifidus är en skalbaggsart som beskrevs av Schmidt 1908. Lorditomaeus bifidus ingår i släktet Lorditomaeus och familjen Aphodiidae. Utöver nominatformen finns också underarten L. b. occidentalis.